# 力成科技
力成科技（英語：Powertech Technology Inc.）是台灣的一家半導體封裝與測試製造服務公司，成立於1997年，在該產業排名全球第五名。總公司座落於新竹縣湖口鄉的新竹工業區，並在臺灣證券交易所掛牌上市，股票代號為6239。

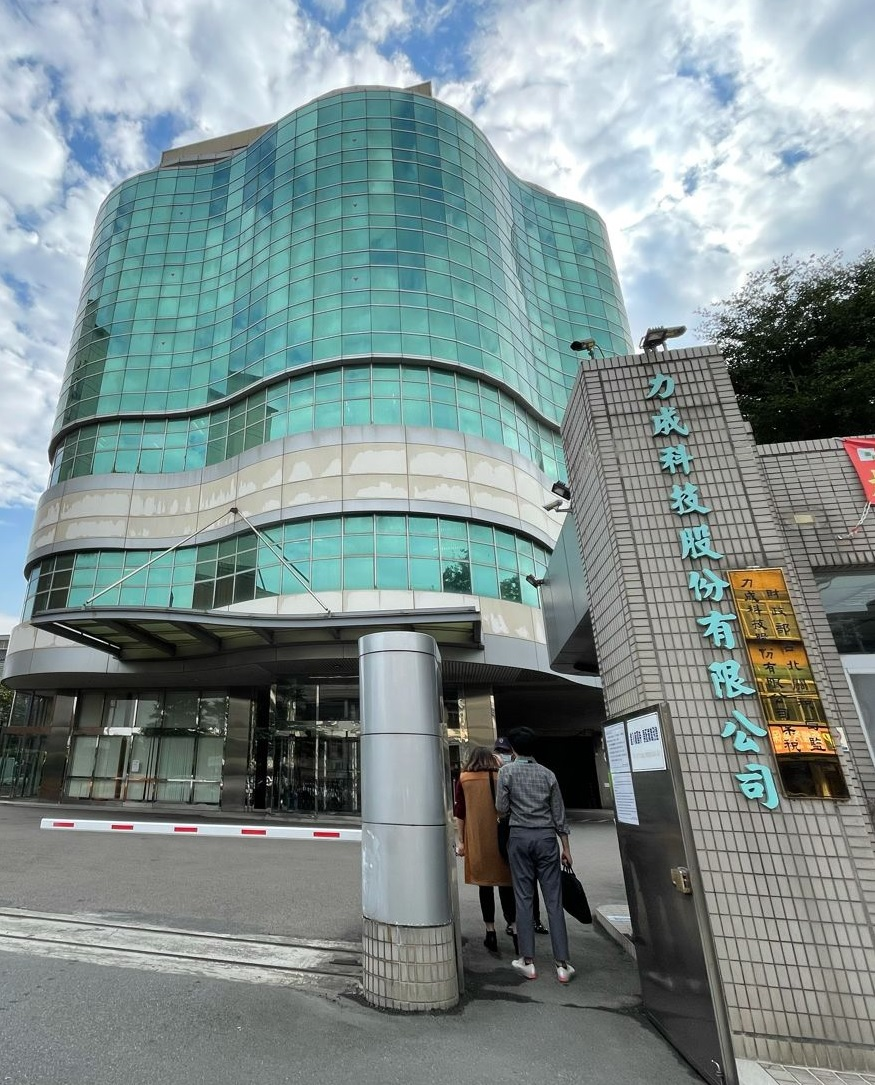
新埔廠是力成科技第一個自有廠房。

1997年，由力晶與旺宏旗下的鑫成投資公司合資設立，力成之名便是取自力晶的「力」與鑫成的「成」；力晶因持有力成股權超過一半以上，因此由黃崇仁擔任力成的首任董事長。甫成立時，因客戶訂單不足，產能利用率過低，導致財報連續2年虧損，後來在1999年金士頓以每股12元溢價認購所有現增額度，總計投入12億元現金挹注給力成，因金士頓佔力成股權達50%，因此搖身一變成為最大股東。金士頓成為力成最大股東後，董座一職便改由金士頓遠東區總經理蔡篤恭接任。
2011年12月15日宣布以每股25.28元公開收購超豐電子，2014年8月上旬公告董事會通過與聚成科技進行簡易合併，合併後聚成為消滅公司。2014年4月，向韓國Nepes購買新加坡Nepes Pts股權，完成收購其具備量產12吋高階電鍍晶圓凸塊製程的營運規模及現有設施。
2015年8月中旬購買湖口晶揚科技廠房，交易金額5.21億元，用途為測試廠。2016年5月初向晶元光電取得位於新竹市力行四路的廠房及附屬設施，交易總金額6.2億元，此項投資主要作為長期生產及研發基地。
2017年4月14日，力成科技與美光科技簽約，以公開收購的方式收購美光所持有的日本上市公司Tera Probe之39.6%持股，同時併購美光位於日本秋田縣的封測廠「美光秋田（Micron Akita）」之100%持股。收購完成後，包括力成現有對Tera Probe的持股11.6%，合計總持股將達到或超過51.2%。
2018年9月25日，舉行新竹科學園區三廠的動土典禮，作為使用面板級扇出型封裝製程的量產基地。於2020年10月15日舉行上梁典禮。
2020年宣布成立「專責事業部」，投入CIS封裝市場，運用既有的直通矽晶穿孔（TSV）技術發展晶片尺寸晶圓級封裝（WLCSP），爭取用於醫療、監控、車用等CIS封裝市場商機。

## 生產基地
| 工廠     | 地點                     | 備註 |
| -------- | ------------------------ | ---- |
| 3D總部   | 臺灣新竹工業區大同路15號 |      |
| 3C廠     | 臺灣新竹工業區大同路10號 |      |
| 3A廠     | 臺灣新竹工業區大同路26號 |      |
| 竹科一廠 | 臺灣竹科力行三路         | P8   |
| 竹科二廠 | 臺灣竹科力行四路9號      | P11  |
| 竹科三廠 | 臺灣竹科力行四路9號      | P11  |
| 新埔廠   | 臺灣新竹縣新埔鎮         | P1   |
| 湖口廠   | 臺灣新竹工業區三民路     | P2   |
| 文化一廠 | 臺灣新竹工業區文化路     | P9   |
| 新興廠   | 臺灣新竹工業區新興路     | P10  |
| 日本廠   | 日本神奈川縣港北區       |      |
| 西安廠   | 中国陝西省西安市         | 已售 |
| 蘇州廠   | 中国江蘇省蘇州市         |      |

## 轉投資與子公司
- 超豐電子（2012年2月 完成收購）[8]
- 晶兆成科技